# Bellardia rohdendorfi
Bellardia rohdendorfi är en tvåvingeart som först beskrevs av Grunin 1970.  Bellardia rohdendorfi ingår i släktet Bellardia och familjen spyflugor. Inga underarter finns listade i Catalogue of Life.